# Dagho
Dagho est une commune rurale située dans le département d'Arbollé de la province du Passoré dans la région Nord au Burkina Faso.

## Géographie
Dagho est situé à environ 33 km au sud-est du centre d'Arbollé, le chef-lieu du département, mais seulement à 5 km à l'est de Séguédin et à 8 km à l'ouest de la route nationale 2 et de la ville de Boussé dans la région voisine du Plateau-Central. Le village est à environ 60 km au sud-est de Yako, le chef-lieu de la province.

## Santé et éducation
Le centre de soins le plus proche de Dagho est le centre de santé et de promotion sociale (CSPS) de Séguédin, dans le département voisin de Nanoro, tandis que le centre médical avec antenne chirurgicale (CMA) le plus proche se trouve dans la province voisine à Boussé.